# Amt Ahrenshagen

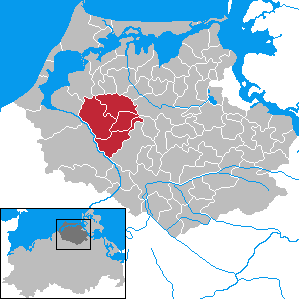
Amt Ahrenshagen im Landkreis Nordvorpommern

Im Amt Ahrenshagen im ehemaligen Landkreis Nordvorpommern in Mecklenburg-Vorpommern, das seit 1992 existierte, waren ursprünglich die fünf Gemeinden Ahrenshagen (Amtssitz), Daskow, Schlemmin, Semlow und Trinwillershagen zur Erledigung ihrer Verwaltungsgeschäfte zusammengeschlossen.
Am 1. Januar 2001 schlossen sich Ahrenshagen und Daskow zur neuen Gemeinde Ahrenshagen-Daskow zusammen.
Das Amt Ahrenshagen wurde am 1. Januar 2005 aufgelöst. Die Gemeinden Ahrenshagen-Daskow, Schlemmin und Semlow bilden nun mit der vormals amtsfreien Stadt Ribnitz-Damgarten das neue Amt Ribnitz-Damgarten. Die Gemeinde Trinwillershagen wurde in das ebenfalls am 1. Januar 2005 neu gebildete Amt Barth eingegliedert.